# Basedowstraße 7 (Magdeburg)

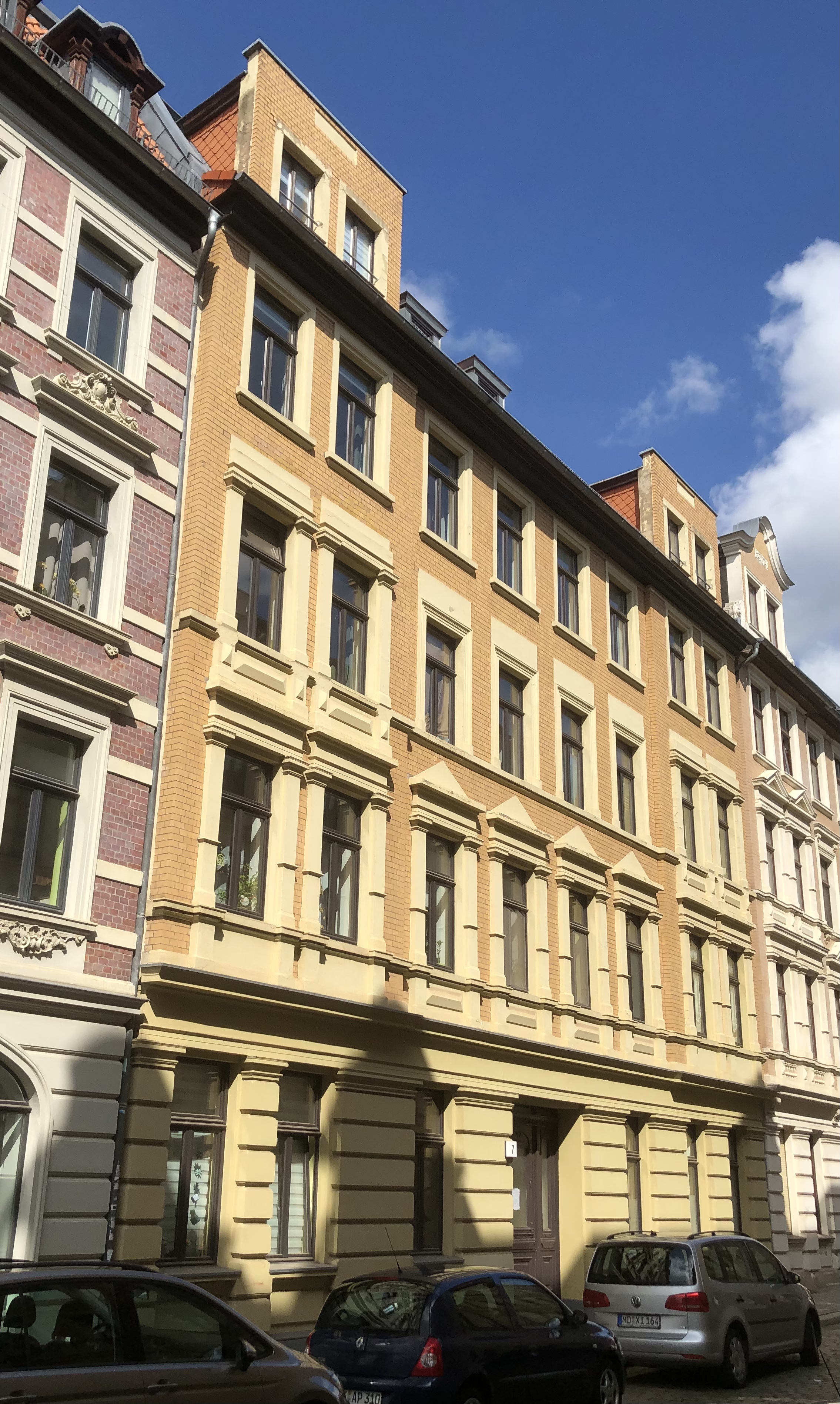
Basedowstraße 7 in Magdeburg, 2021

Das Gebäude Basedowstraße 7 ist ein denkmalgeschütztes Wohnhaus in Magdeburg in Sachsen-Anhalt.

## Lage
Es befindet sich auf der Nordseite der Basedowstraße im Magdeburger Stadtteil Buckau. Unmittelbar westlich grenzt das gleichfalls denkmalgeschützte Haus Basedowstraße 5, östlich die Basedowstraße 9 an. Zugleich gehört es zum Denkmalbereich Basedowstraße.

## Architektur und Geschichte
Das viergeschossige Ziegelgebäude entstand im Jahr 1895 nach einem Entwurf von Bercht. Die Gliederung der achtachsigen Fassade ist streng gehalten und durch Pilaster im Stil der Neorenaissance geprägt. Die beiden äußeren Achsen sind jeweils als flache Seitenrisalite ausgebildet. Das Erdgeschoss ist mit Putzbändern versehen. 
Im örtlichen Denkmalverzeichnis ist das Wohn- und Geschäftshaus unter der Erfassungsnummer 094 17766 als Baudenkmal verzeichnet.
Das Haus gilt als Teil des gründerzeitlichen Straßenzugs als städtebaulich bedeutsam.